# NGC 7004
NGC 7004 (również PGC 66019) – galaktyka spiralna z poprzeczką (SB0-a), znajdująca się w gwiazdozbiorze Indianina. Odkrył ją John Herschel 2 października 1834 roku.